# 三ヶ山口駅
三ヶ山口駅（みけやまぐちえき）は、大阪府貝塚市三ツ松にある水間鉄道水間線の駅。

## 概要
三ケ山地区の忠霊塔と市営住宅の建設に伴い設置された。
当駅から約700 m東に貝塚市三ケ山という町名があるが、町名の正式な読み方は「みけやま」である。2009年（平成21年）5月に「みけやまぐち」ならびに「Mikeyamaguchi」と表記された駅名標に取り換えられたが、水間鉄道公式サイト内の時刻表・運賃検索ページでは「みかやまぐち」と記載されており、駅名標の表記と齟齬をきたしている。

## 歴史
- 1960年（昭和35年）11月23日：開業。
- 1988年（昭和63年）11月30日：乗降場の上屋を延伸[1]。

## 駅構造
単式ホーム1面1線を有する地上駅。駅員無配置駅。駅舎や改札は設けられておらず、直接ホームに入る形となる。
2009年（平成21年）6月1日のPiTaPa対応・ワンマン化以降も、当駅にはICカードリーダー等を設置する予定はなく、運賃精算には車内の整理券発行機・運賃回収箱・ICカードリーダーを使用することとなる。

## 利用状況
「大阪府統計年鑑」によると、2019年（令和元年）次の1日平均乗降人員は304人（乗車人員：157人、降車人員：147人）である。
近年の1日平均乗降人員推移は下記の通り。
| 年次   | 1日平均 乗降人員 | 1日平均 乗車人員 | 出典   |
| ------ | ---------------- | ---------------- | ------ |
| 2010年 | 206              | 107              | [ 2 ]  |
| 2011年 | 192              | 100              | [ 3 ]  |
| 2012年 | 188              | 97               | [ 4 ]  |
| 2013年 | 223              | 117              | [ 5 ]  |
| 2014年 | 244              | 128              | [ 6 ]  |
| 2015年 | 270              | 141              | [ 7 ]  |
| 2016年 | 276              | 144              | [ 8 ]  |
| 2017年 | 298              | 155              | [ 9 ]  |
| 2018年 | 313              | 162              | [ 10 ] |
| 2019年 | 304              | 157              | [ 11 ] |

## 駅周辺
- 貝塚市立善兵衛ランド（天文博物館）
- 貝塚市立山手地区公民館・市民サービスコーナー
- 貝塚市立東山小学校（最寄りは隣の三ツ松駅）
- 貝塚市立永寿小学校
- 貝塚市立第三中学校
- 大阪河崎リハビリテーション大学グラウンド
- オークワ 貝塚三ツ松店
- 国道170号（大阪外環状線）
- 大阪府道40号岸和田牛滝山貝塚線
- 貝塚市コミュニティバス（は〜もに〜ばす）「三ヶ山口駅前」停留所 - 黄バス

## 隣の駅
水間鉄道
■水間線
三ツ松駅 - 三ヶ山口駅 - 水間観音駅